# 村山金平
村山 金平（むらやま きんぺい / きんへい、1868年3月21日（明治元年2月28日）- 1921年（大正10年）5月17日）は、明治から大正期の実業家、政治家。衆議院議員、宇都宮市会議長。旧姓・高橋、旧名・直次郎。

## 経歴
下野国都賀郡、のちの栃木県上都賀郡今市町（今市市を経て現日光市）で高橋家に生まれ、1891（明治24年）8月、肥料商、先代・村山金平の養子となり、1893年（明治26年）4月、家督を相続し金平を襲名した。肥料商、塩商を営む。
宇都宮商業会議所副会頭、下野銀行取締役、下野倉庫取締役、下野電力取締役、豊島特産取締役、下野米券倉庫取締役、宇都宮銀行監査役、栃木県肥料商組合副組合長などを務めた。また、1912年（明治45年）に納税組合を組織したが、これは栃木県の納税組合の嚆矢である。日本赤十字社栃木支部商議員も務めた。
政界では、1911年（明治44年）宇都宮市会議員に選出され、1912年に同議長となった。1915年（大正4年）3月、第12回衆議院議員総選挙で栃木県宇都宮市から立憲政友会所属で出馬して当選し、衆議院議員に1期在任した。

## 著作
- 編『南洋紀行』村山金平、1917年。